# Vandkande
En vandkande er en kande, der bruges til at vande planter og blomster med. Kander, der bruges til at opbevare vand i til at have på bordet til måltider, kaldes blot kander eller karaffel.
Vandkander varierer i størrelse men en normalt størrelse for kander, der bruges i haver landet over, er (20L). Tidligere var vandkanderne lavet af metal – nu er de ofte lavet af plastic.
Vandkanden har i nogle år været sat lidt til side til fordel for vanding med slange. Men efter at priserne på vandværksvand i de senere år er steget er vandkanden igen kommet ud af redskabsskuret. Fordele ved vandkander frem for at vande med vandværksvand gennem slange, er at det giver en større umiddelbar fornemmelse af vandforbruget, og dermed giver det et incitament til at spare på forbruget. Dernæst kan man spare lidt ekstra ved at bruge regnvand.
Nogle vandkandefabrikanter har forsøgt at udvikle vandkander som appellerer til at brugeren indtager bedre arbejdsstilling ved brug. Måske er det værd at ofre lidt flere penge på en sådan, men man bør måske forlange at prøve den først? Nogle vandkander er forsøgt skabt så de ligner noget ergonomisk mere korrekt, men de kan være meget dårlige.
Plasticvandkander vejer mindre end de gamle metalvandkander. Når metalvandkanderne vinder frem i brug skyldes det andre årsager end de rent praktiske. Der er i dag stor efterspørgsel efter vandkander der skal ligne noget, gerne fra de gode gamle dage.
Vandkander har været kendt i mange år, jf. fx dette eksempel fra kunstens verden, hvor en vandkande i 1876 er malet af Pierre-Auguste Renoir.

## Galleri
- Vandkande til haven
- En spreder til en vandkande.
- Pierre-Auguste Renoir: Pige med vandkande